# Јонци
Јонци (стгрч. Ἴωνες) су били једна од четири групе становништва на које су древни Грци дијелили Хелене, заједно са Дорцима, Еолцима и Ахајцима.
"Јонци" и "јонски" је израз који је у класичном периоду имао два значења. У ужем значењу је означавао заједнице које су користиле јонски дијалект, а које су биле смјештене на острвима између Грчке и Анадолије, односно на малоазијској обали, а које су представљале историјску регију звану Јонија. Грци су сматрали да су становници Јоније потомци колониста с Пелопонеза који су своју постојбину препустили Дорцима, односно потомци Атињана који су учинили исто. У ширем смислу Јонци су означавали све говорнике јонског, атичког (језика који се говорио у Атини) те свих дијалеката из данашње групе источног грчког.
Друге двије језичне/културне групе класичног периода су представљали Дорци и Еолци, а све три групе су заједно биле познате као Хелени. Јонци су били углавном смјештени на обалама Егејско море и већини Егејских острва. Еолци су живјели у Беоцији, на Лезбосу те још неким отоцима и дијеловима малоазијске обале. Дорци су живјели у Македонији, Пелопонезу, Криту, Родосу те на острвима Дорског Хексаполиса, као и мањем дијелу малоазијске обале.
Према грчким легендама, Јонију су колонизирали Јонци избачени с грчког копна захваљујући дорској инвазији у Херојском добу. Јонци су према миту потекли од Јона, син Ксутовог, сина Хеленовог (митског праоца свих Хелена, чији су синови били Еол и Дор).